# ناصرالدین پروین
ناصرالدین پروین (زادهٔ ۱۳۲۴ در تهران) پژوهشگر تاریخ و فرهنگ معاصر و روزنامه‌نگاری ایرانی است.

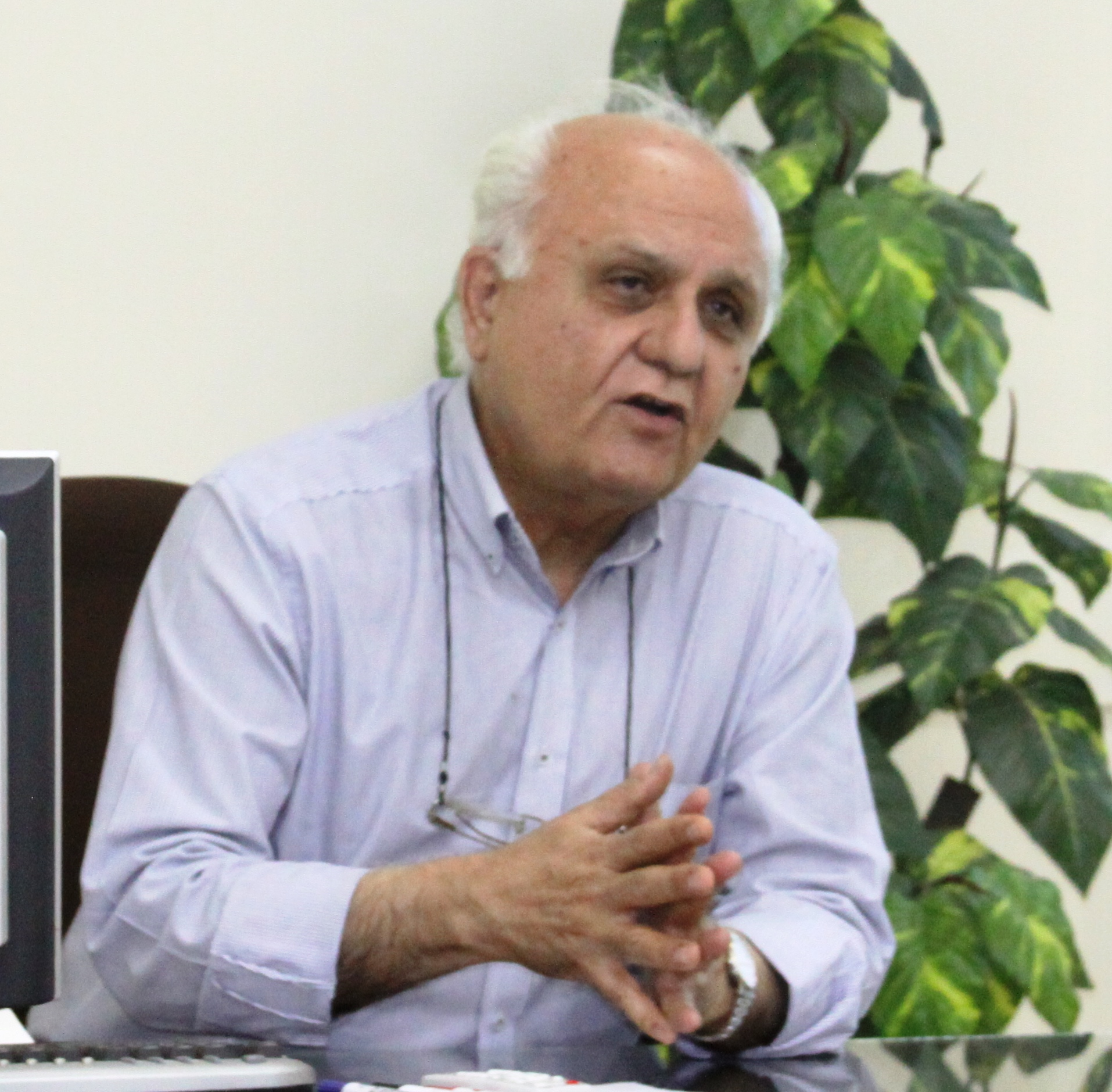

## زندگی
پروین دانش‌آموختهٔ رشته روزنامه‌نگاری دانشکده ادبیات و علوم انسانی دانشگاه تهران است (رشته یی که چندی بعد حذف شد).
پروین در سالهای دانشجویی لیسانس که به سال 1349 خ خاتمه یافت، رییس روابط عمومی کشتیرانی ملی آریا (کشتیرانی جمهوری اسلامی بعدی) و همکار تلویزیون ملی ایران بود. پس از فارغ‌التحصیلی، به استخدام سازمان تلویزیون ملی (که بعدها رادیو هم بدان افزوده شد) درآمد و سمتهای مختلفی همچون سردبیری اخبار داخلی و مسئولیت رادیو تلویزیون خراسان را برعهده داشت. سرانجام، عضو هیئت علمی مدرسه عالی رادیو تلویزیون و سینما (دانشکده صدا و سیمای بعدی) شد و به تدریس (جامعه شناسی ارتباطی، خبر تلویزیونی، تاریخ فرهنگ ایران) پرداخت.
پروین، چهار سال پیش از انقلاب ایران، به قصد ادامه تحصیل به پاریس رفت و در آن جا دکترای علوم ارتباطی (Sciences de l’information et de la communication) را از دانشگاه پاریس ۲ و مدرک مشابهی در زمینه جامعه شناسی سیاسی از دانشگاه پاریس ۱۰ گرفت. رساله علوم ارتباطی وی، درباره «پیشینه روزنامه نگاری نوشتارهای در بیرون از ایران» بود. پس از انقلاب، با وجود تعطیلی دانشگاه‌ها، در مدرسه عالی رادیو تلویزیون (دانشکده صدا و سیمای بعدی) فعال بود و تدریس می‌کرد؛ اما افزایش موج پاک سازیهای کادرهای قدیمی، از این شغل نیز محروم گشت. اندکی بعد، به ژنو (سوییس) رفت و در آن جا با یاری مالی یکی از بستگانش «بنیاد فرهنگی محوی» را که نخستین بنیاد برونمرزی ایرانیان مقیم خارج بود تأسیس کرد که پس از 14 سال به انگیزه دشواریهای مالی تعطیل شد. از کارهای عمده او در این موسسه، برگزاری هزارمین سال سرایش شاهنامه در دانشگاه کلن و هشتصدمین زادسال نظامی گنجه یی در دانشگاه لندن بود.
پس از تعطیل بنیاد یاد شده، وی همکاری‌هایش را با دانشگاه‌های سوییس روماند و همچنین آرشیو کانتون وُ (Vaud) افزایش داد. در همه این سالها، پژوهش دامنه دارش درباره تاریخ روزنامه نگاری فارسی ادامه داشت و برای دستیابی به اصل روزنامه‌ها و مدارک جنبی، به سراسر ایران، افغانستان، هندوستان، پاکستان، روسیه، تاجیکستان، ازبکستان، ترکمنستان، جمهوری آذربایجان، ترکیه، عراق، فرانسه، بریتانیا، آلمان و ایالات متحده آمریکا سفرکرد. این سفرها و هزینه‌ها را جز مبلغ یکهزار فرانک سوییس، از حقوق ماهانه خود تأمین کرده و از هیچ موسسه یا بنیادی یاری مالی نگرفته است.
پروین در مسیر پژوهش خود، با دایرة المعارف ها و نشریه‌های علمی داخل ایران و بیرون از کشور نیز همکاریهای گسترده داشته است.

## نوشته‌ها
(جز سروده‌ها، پاسخ‌ها و اظهار نظرها، رساله‌های چاپ نشده دانشگاهی، متن سخنرانی‌ها، مصاحبه‌ها و اثرهای چاپ نشده دیگر... به کتابهای در دست انتشار اشاره خواهد شد)

### اثرهای مستقل چاپی
- تاریخ روزنامه نگاری ایرانیان و دیگر پارسی نویسان. تهران، مرکز نشردانشگاهی، ج 1: 1377، ج 2: 1379(تجدید نظر این دوجلدو بقیه در دست انتشار است).
- نگاهی به ایرانیان و دیگر اقوام آسیایی شوروی، پاریس 1983(با نام: ن. پورنظام خراسانی).
- مجله یی فرهنگی- سیاسی با عنوان رهنمود که امتیاز و سردبیری وی به سال 1380 در تهران به چاپ می‌رسید.
- نصرت الدوله و میلسپو؛ پایان مأموریت آمریکاییها در ایران (مجموعه اسناد نصرت الدوله فیروز). تهران، اساطیر، 1381
- جمال زاده: خاطره، برداشت. اسناد، تهران، جهان کتاب، 1394
- من از دیرباز ایرانیم، تهران، سمرقند، 1394
- دلمشغولی های بهار، تهران، انتشارات جهان کتاب، 1396
- سیرت فروغی، تهران، ماهریس، 1397
- تاریخچه تحلیلی روزنامه نگاری فارسی در کشورهای عربی زبان و اقلیم کردستان (روزنامه، مجله، برنامه رادیویی)، تهران، ندای تاریخ، 1397
- آسیای میانه؛ تحول سیاسی- فرهنگی و روزنامه نگاری به زبان فارسی (1320-1289 خورشیدی)، تهران، انتشارات شیرازه کتاب ما، 1398
- پرسه در تاریخ روزنامه نگاری، تهران، ماهریس، 1398
- پژوهش‌های آرشیوی Nassereddin PARVIN برای آرشیو کانتون و (سوییس)
Archives Cantonales Vaudoises :
1988 : Police des Etrangers (Entre deux guerres) & Service de l’agriculture
2000 : Parti Libéral vaudois : Répertoire sommaire (1890-1999)
در انتظار چاپ: تاریخ روزنامه نگاری در قلمرو زبان فارسی (5 جلد)؛
تاریخچه تصویر خبری

### مقاله در مجله‌ها
آینده
-         روزنامه‌های به زبان فرانسه در ایران، آینده. 15(1368)
ایرانشهر امروز
-         علی زاده، پاسدار پارسیگویی در آسیای میانه، ایرانشهر امروز، ش 1، اردی بهشت- خرداد 1395
-         جنگ اول جهانی وارگان های فارسی انگلیسی‌ها در عراق، ایرانشهر امروز، ش 2، تیر- مرداد 1395
-         المُنصِف و جریدة ابی نظاره و التّوَدُد، ایرانشهر امروز، ش 4، شهریور- مهر 1395
ایران نامه (آمریکا وکانادا)
-         نگاهی به منابع تاریخ روزنامه نگاری ایرانی و فارسی، ایران نامه (آمریکا)، ش 4 سال 9، بهار و تابستان 1377؛
-         پیآیندنگاری های ماندگار افشار، ایران نامه (کانادا)، ش 1 سال 27
باران (استکلهلم)
-         نقش محمود طرزی در بیداری زنان افغانستان: سراج الاخبار و ارشاد النسوان، باران، ش 20-21، پاییز و زمستان 1378؛
-         اقلیت‌های مذهبی و جنبش مشروطیت، باران (استکلهلم)، ش 13، خزان 1385؛
بخارا
-         ترانه مرغ سحر، ش 55، مهر- آبان 1384؛
-         سخنی در باره ایرج میرزا و دست نوشته یی از او، ش 71، خرداد- شهریور 1388؛
-         باز هم در باره ستاره سرخ، ش 74، بهمن- اسفند 1388؛
-         بخش فارسی روزنامه لواءالاسلام برلین 1299-1301
-         روزنامه اصلاح و ستیز با خودکامگی، ش 82، مرداد و شهریور 1390؛
-         ابزارهای تبلیغاتی فارسی زبان گوبلز: رادیو برلین و مجله جهان نو، ش 83، مهر و آبان 1390؛
-         روزنامه‌های دوقلو، ش 75، فروردین- تیر 1389؛
-         فوق العاده، فوق العاده، ش 77-78، دی 1389؛
-         آن مرد عبوس نادره کار [ایرج افشار]، ش 81، خرداد- تیر 1390؛
-         یکصدمین سال انتشار سراج الاخبار روزنامه پیشتاز افغانستان، ش 85، بهمن و اسفند 1390
-          فخرعظمی ارغون مادر شاعر و روزنامه نگار سیمین بهبهانی، ش 101، مرداد و شهریور 1393؛
-         قزاق‌ها چه کسانی بودند؟، ش 102، مهر و آبان 1393
-         پنج مقوله (ستون ثابت، از سال 1391 خ به بعد)
پیام بهارستان
-         تاریخچه پیآیندهای حقوقی و قضایی ایران، پیام بهارستان ویژه نامه قانون و حقوق، ش 1، پاییز 1390؛
جهان کتاب
-         روزنامه‌های مشروطه دوم و کاربرد ترکی آذری، جهان کتاب، ش 1-2 سال 18، فروردین- اردی بهشت 1392؛
-         یکصد سال پس از تاریخ تربیت- براون، جهان کتاب، ش 11-12، بهمن- اسفند 1393
-         «خاطرات» تاج السلطنه جعلی است، جهان کتاب، ش 368-367، آذر و دی 1398
خواندنی
-         اروپاییان تاجر مسلک و مردی که می‌خواست مدیترانه را عربی کند، خواندنی، ش 13، تیر 1383؛
-         تلویزیون عمومی و پاسداری از «وحدت اجتماعی»، خواندنی، ش 14 سال 2، مرداد 1383؛
-         سیمرغ و زال و رستم را هم عرب کردند!، خواندنی، ش 15، شهریور 1383؛
-         هاله شاعر شهر شما، خواندنی، ش 19 سال 3، بهمن 1383؛
-         خاموشی [عاقل بیرنگ] شاعر پیوندها، خواندنی، ش 47 سال 6، بهمن و اسفند 1386؛
-         زایش اشرافیت ایرانی در اروپا و آمریکا!، خواندنی، ش 70، فروردین 1391؛ بهار؛ 1391؛
-         رضاشاه و فمینیست‌ها، خواندنی، ش 106، آذر و دی 1398
دبیره (چاپ پاریس)
-         تاریخچه یک روزنامه [:] ایرانشهر پاریس، دبیره (چاپ پاریس)، ش 4(خزان 1367)؛
-         صائب و غربت هند، دبیره، ش 5، بهار 1368؛
-         نگاهی دوباره به قانون به انگیزه صدمین سال انتشار، دبیره، ش 6 و 7 و 8(زمستان 1368 و تابستان 1369 و خزان 1373)؛
رودکی (کلن)
-         روزنامه نگاران مشروطه، رودکی (کلن)، ش 2-3، شهریور و مهر، ش 4 بهمن 1371؛
-         [نام مستعار: عبدالرسول گازرگاهی]، پاسخی به زن ستیزان، رودکی (کلن)، ش 2-3، شهریور و مهر، ش 4 بهمن 1371؛
-         سخن تا چند گویی از سر دست؟، رودکی، ش 8، آبان 1372؛
روزگار نو (چاپ پاریس)
-         سه مقوله در یک مقاله: فرهنگ دری- تغییر خط- خاستگاه زرتشت، روزگار نوش 3 سال 3، فروردین 1363؛
-         اندر آموزش فارسی به فرنگیان، روزگارنو، ش 9 سال 6، آبان 1366؛
-         نقش شیر و خورشید در روزنامه‌های هند و افغانستان و زنگبار، روزگارنو، ش 4 س 7(1367)؛
ره آورد (لس آنجلس)
-         اشاره‌ای به مسأله بحرین، ره آورد، ش 69، 1384؛
-         فعالیت‌های مطبوعاتی حبیب الله آموزگار، ره آورد (لس آنجلس)، ش 69، 1384؛
رهنمود
-         بهار: ملی گرا و نه چیز دیگر، رهنمود، ش 1، خرداد 1359(به نام: پورنظام خراسانی)
-         چند سناریو برای «حکومت جهانی»، رهنمود، ش 2، خرداد 1359
-         شورش و حکومت مذهبی آنا بابتیستها، رهنمود، ش 2، تیر 1359
-         مقایسه اجمالی میان شورش دهقانان آلمان و نهضت مزدک، رهنمود، ش 3، امرداد 1359
شطرنج
-         جمالزاده مبتکر طرح مسأله شطرنج در مطبوعات فارسی، شطرنج، ش 93، دی 1377؛
کلک
-         کهن‌ترین واژگان صنعت چاپ در زبان فارسی، کلک. ش 25-26(فروردین و اردی بهشت 1371)؛
-         بابا [رضا گنجه‌ای مدیر باباشمل] در این آخریها، کلک. ش 68-70(دی 1370)؛
-         روزنامه نگاری و صدر الشعرایی ایرج میرزا، کلک. ش 67(مهر 1374)؛
گزارش
-         اگر چنگیز خناق می‌گرفت و...، گزارش، ش 127، مهر 1380؛
-         دو یادداشت درباره بیرونی و فرخی [یزدی]، گزارش، ش 129، آذر 1380؛
-         از دده قورقود مجهول الهویه تا گلستان ارم عباسقلی باکویی، گزارش، ش 130، دی 1380؛
-         پنج مقوله، گزارش، ش 134، فروردین 1381؛
-         افغان افغانی یا افغانستانی؟، گزارش، ش 134، فروردین 1381؛
مجله ایران شناسی (چاپ آمریکا)
-         خدمات مطبوعاتی استاد صفا، سال 3(1370 که در جاهای دیگر آن را نقل کرده‌اند)؛
-         صوراسرافیل اروپا و سروش اسلامبول، سال 3(1370)؛
-         روزنامه مقدس حبل المتین، سال 5 (1372)؛
-         اختر اسلامبول، سال 7 (1374)؛
-         درباره کاربرد زبان محاوره در روزنامه‌ها و معرفی روزنامه شرافت، سال 8(1375)؛
-         جمالزاده روزنامه نگار، سال 9(1376)؛
-         نخستین روزنامه‌های افغانستان، سال 9(1376)(تجدید چاپ در پل فیروزه چاپ تهران)؛
-         چهار یادداشت درباره استاد نازنینمان ذبیح الله صفا؛ ایرج میرزا؛ کتاب سیروس غنی و رساله دکترای مهرانگیز دولتشاهی، سال 11 (1378)؛
-         روزنامه ایران نو، سال 13 (1380)؛
-         سرگذشت نسیم شمال، سال 14 (1381)؛
-         هشتاد کیلومتر جمهوری در کشور شاهنشاهی، سال 14 (1381)؛
-         خاطرات تاج السلطنه؛ چند دلیل دیگر برساختگی بودن آن، سال 16 (1383)؛
-         مشیرالدوله و روزنامه‌ها، سال 20(1387)؛
-         روزنامه‌های سید ضیا، سال 19(1389)؛
-         شفق سرخ، سال 22(1386)؛
-         روزنامه اقدام، سال 22(1389)؛
-         ایرج افشار و بوم و بر ایرج فریدون، سال 23، 1390؛
-         ناظر شرعیات و ممیزی شرعی 1301-1307، سال 24(1391)؛
-         نخستین روزنامه‌های چپگرای ایران، سال 25(1392)؛
-         طوفان فرخی، سال 26(1394)
مجله شعر
-         دانشکده: مجله‌ای که در یک انجمن ادبی متولد شد، مجله شعر، پاییز 1388؛
معارف
-         اخبارات روزنامه‌های دستنویس فارسی هند، معارف. ش 11(1373)؛
نامه فرهنگستان زبان و ادب
-         پدر هند نوین و زبان فارسی: تحفة الموحدین و روزنامه مرآت الاخبار رام موهن رأی، شبه قاره، ویژه نامه فرهنگستان زبان و ادب فارسی، ش 1، فروردین 1392(تکرار در: آیینه هند، ش 56، بهمن- اسفند 1392)؛
-         گارسن دو تاسی: ایران شناس، هندشناس، اسلام شناس.، شبه قاره، ویژه نامه فرهنگستان زبان و ادب فارسی، ش 4، بهار و تابستان 1394
نیمروز (لندن)
-        روز نوروز و روزگار بهار، نیمروز (لندن)، ش 55، 3 فروردین 1369

### مقاله در یاد نامه‌ها، همایش‌ها و مقاله نامه‌ها
-        بهار و روزنامه نگاری زمانه او. بهار، پنجاه سال بعد، به کوشش علی میرانصاری، تهران، موسسه تحقیقات و علوم انسانی، 1383، صص 17-63
-        کتابفروشی، روزنامه نگاری، روزنامه فروشی. کتابفروشی به خواستاری ایرج افشار با همکاری عبدالحسین آذرنگ و دیگران، تهران، شهاب ثاقب، 1383، صص 179-192
-        پیش از باباشمل. گزیده‌ای از هفته نامه باباشمل، رشت، سمرقند، 1384
-        چند خاطره از آن دانشی مرد فروتن. ارج نامه ذبیح الله صفا، به کوشش سید علی آل داود، تهران، مرکز پژوهشی میراث مکتوب، 1389، صص 81-86
-        تاریخچه تحلیلی روزنامه نگاری فارسی در سرزمین عراق. مجموعه مقالات اولین همایش بین المللی میراث مشترک ایران و عراق، قم، 1393
-        تأدیب الرجال پاسخ به تأیب النسوان زن ستیز. گلزار خاموش، تهران، نشر رسانش، 1379، صص 171- 174
-        در جست و جوی پیوندهایی با کرمان و کرمانیان. شاعر تاریخ نگار [یادنامه باستانی پاریزی]، تهران، علم، 1394
-        روزنامه نگاری فارسی. تاریخ جامع ایران، تهران، مرکز دایرة المعارف بزرگ اسلامی، 1394

### دانشنامه‌های فارسی
دانشنامه جهان اسلام
حفظ الصحه، دانش (دو مقاله)، سخن.
دانشنامه زبان و ادب فارسی
روزنامه نگاری [درقلمرو زبان فارسی]، صوراسرافیل، قانون (دو مقاله)، کاظم زاده ایرانشهر، نوبهار.
دانشنامه زبان و ا دب فارسی در شبه قاره
روزنامه‌های فارسی در شبه قاره، زبدة الاخبار، شمس الاخبار.
دانشنامه مطبوعات
اطلاعات (روزنامه و موسسه)، انقلاب اسلامی (روزنامه)، اکو دو پرس
دایرة المعارف بزرگ اسلامی
انجمن اصفهان، تبریز (روزنامه نگاری)، چنته پابرهنه، حبل المتین، حشرات الارض، حکمت، حیات، دارالامان، سیر روزنامه نگاری در ایران.
فرهنگ آثار
رستخیز (بغداد و کرمانشاه)؛ رعد، روزگار نو؛ روزنامه دولت علیه ایران؛ روزنامه رسمی دولت ایران؛ روزنامه ملت سنیه ایران؛ روشنفکر؛ ره آورد؛ رهبر دانش (چاپ سمرقند)؛ ریاضیات عالی؛ زبان آزاد؛ زبان زنان؛ ژاندارمری؛ ژورنال دو تهران, سالنامه ایران؛ سالنامه کابل؛ سالنامه کشور ایران؛ ستاره ایران؛ ستاره سرخ (آلمان)؛ سخن؛ سراج الاخبار (کابل)؛ سروش (اسلامبول)؛ سیاست؛ سیاست اسلامی؛ شرافت (عامیانه نویس)؛ شرف و شرافت، شرق و برق؛ شمس (اسلامبول)؛ شعله انقلاب (سمرقند)؛ شفق سرخ؛ شکوفه؛ صدف؛ صنایع آلمان و شرق (برلین)؛ صوراسرافیل (تهران و سوییس)؛ صنایع آلمان و شرق؛ عالم نسوان؛ علم و هنر؛ فردوسی؛ فرهنگ و زندگی؛ قانون (لندن و تهران).

### Encyclopædia Iranica
ĀŠOFTA; AṢR-E ENQELĀB; AṢR-E JADĪD; ĀTAŠ Journal  ; ĀZĀDĪ ; ĀZĀDĪSTĀN ; ĀŽANG ; ĀẔARBĀYJĀN JOURNAL ; ĀŽĪR ; BĀMDĀD-E ROWŠAN ; BĀḴTAR (2) ; BARRASĪHĀ-YE TĀRĪḴĪ  ; BEŠĀRAT ; BĪDĀR  ; BĪDĀRĪ  ; BE SŪ-YE ĀYANDA ; BĀMDĀD ; BĀMŠĀD newspaper  ; BALADĪYA ; BĪṬARAF ; ČEHRANEMĀ ; DABESTAN ; DĀD ; DĀNEŠ ; DĀNEŠKADA ; DĀNEŠKADA-YE EṢFAHĀN  ; DAʿWAT-E ESLĀMĪ ; DĀRYĀ ; DEŽ ; DĪN WA’L-ḤAYĀT, AL- ; DOḴTARĀN-E ĪRĀN ; DONYĀ ; DORRAT AL-NAJAF ; DŪRNEMĀ-YE ĪRĀN ; EBLĀḠ  ; EGYPT xi. Persian Journalism in Egypt ; EḤTĪĀJ ; ELM O HONAR  ; ENQELĀB-E ESLĀMĪ NEWSPAPER ; EQDĀM ; ERFAN ; ERFĀN (2) ; ERŠĀD ; ERŠĀD AL-NESWĀN ; ESLAMIA ; EṢLĀḤ ; ESTAḴR NEWSPAPER ; ESTEQLĀL ; ESTEQLĀL-e ĪRĀN ; ETTEFĀQ ; ETTEFĀQ-E ESLĀM ; ETTEFĀQ-E KĀRGARĀN ; ETTEḤĀD ;  EṬṬELĀʿ ; EṬṬELĀʿĀT ; FELĀḤAT-E MOẒAFFARĪ ; FARHANG ; FARHANG O ZENDAGĪ ; FARHANG-E ĪRĀN-ZAMĪN ; FĀRS NEWSPAPER ; FARYĀD ; FERDOWSĪ MAGAZINE  ; GOLESTĀN ; GAHĪZ ; GANJAʾĪ, REŻĀ  ; GANJĪNA-YE FONŪN  ; GĪLĀN NEWSPAPERS ; GITI ; GOL-E ZARD ; GOLŠAN ; GOWHAR ; ḤABIB AL-ESLĀM ; ḤABL AL-MATIN ; ḤĀJI BĀBĀ ; ḤEFẒ AL-ṢEḤḤA ; ḤEKMAT ; ḤAQIQAT  ; HONAR O MARDOM ; ḤOQUQ ; ḤOQUQ-E EMRUZ ; HUḴT ; HUR ; JAHĀN-E ZANĀN ; JĀVID, ʿABD-AL-AḤMAD ; IRĀN newspapers ; IRĀN/LA REVUE IRAN ; IRĀN-E JAVĀN ; IRAN-E KABIR ; IRĀN-E MĀ ; IRĀN-E NOW ; IRAQ xiii. PERSIAN NEWSPAPERS IN IRAQ: 1909-22 ; MAJALLA-ye JAMʿIYAT-e NESWĀN-e WAṬANḴᵛĀH-e IRĀN ; MAJALLA-ye RASMI-e ṮABT ; MARD-E ĀZĀD ; NĀMA-YE BĀNOVĀN ; NĀMA-YE BANOVAN-E IRĀN ;  NASIM-e ŠEMĀL ; NEDĀY-E ESLĀM ; PEYMĀN ; PEYK-E SAʿĀDAT-E NESWĀN ; OḴOWWAT ; QOŠUN ; RAʿD ; RĀHNEMĀ-YE ZENDAGI  ; RASTḴIZ ; RUZ-NĀMA-YE RASMI-E DAWLAT-E IRĀN ; SINEMĀ WA NEMĀYEŠĀT ; ṢADĀ-YE EṢFAHĀN ; ŠARQ ; ŠAFAQ ; TAJADDOD , TAʿLIM O TARBIAT ; ZABĀN-E ZANĀN ; ZĀYANDARUD

### در مجله بخارا
- تاریخ مطبوعات: روزنامهٔ اصلاح و ستیز با خودکامگی
- پنج مقوله
- روزنامه‌های مشروطه دوم و کاربرد ترکی آذری
- تاریخ مطبوعات: یکصدمین سال انتشار سراج الأخبار / روزنامه پیشتاز افغانستان
- گذشته ها: ابزارهایی تبلیغاتی فارسی زبان گوبلز رایو برلین و مجله جهان نو
- تاریخ مطبوعات: «درآمدهای جنبی» روزنامه نگاران قدیم
- باز هم دربارهٔ ستاره سرخ
- بخش فارسی روزنامه لواءالاسلام برلین، 1299 - 1301
- روزنامه‌های دوقلو
- سخنی دربارهٔ ایرج و دست نوشته ای از او (به بهانهٔ انتشار کتاب سیری در زندگی و آثار ایرج میرزا)
- ز شیر شرزه می ناید غزالی (در ستایش استاد دکتر جلال خالقی مطلق)

### مجله ایرانشناسی
- چهار یادداشت دربارهٔ استاد نازنینمان ذبیح الله صفا، ایرج میرزا، کتاب سیروس غنی، و رسالهٔ دکترای مهرانگیز دولتشاهی
- سرگذشت نسیم شمال
- نقد و بررسی کتاب: هشتاد کیلومتری جمهوری در کشور شاهنشاهی (یک جمهوری مستعجل در کردستان نوشتهٔ محمد رضا خوبروی پاک)
- روزنامه مقدس حبل المتین
- اختر اسلامبول
- دربارهٔ کاربرد زبان محاوره در روزنامه‌ها و معرفی روزنامه شرافت
- جمالزاده روزنامه نگار

### مجله کلک
- روزنامه نگاری و صدرالشعرایی ایرج میرزا
- یاد و یادبود: بابا در این آخریها (در رثای مهندس رضا گنجه ایی مدیر مجله بابا شمال)

### سایر مجله‌ها
- علوم و ادبیات: از «دده قورقود» مجهول الهویه تا «گلستان ارم» عباسقلی باکویی
- اگر چنگیز خناق می گرفت و ناصرالدین شاه حرف والده را گوش نمی کرد...و 4 مقاله دیگر
- دو یادداشت دربارهٔ بیرونی و فرخی
- اخبارات، روزنامه‌های دستنویس فارسی هند